# Ткварчельский район
Ткварче́льский район (груз. ტყვარჩელის რაიონი), в Республике Абхазия — Ткуарча́лский район (абх. Тҟәарчал араион), — район Абхазской АССР и частично признанной Республики Абхазия. В рамках административного деления Абхазской АР в составе Грузии соответствующие территории входят в Очамчирский и Гальский муниципалитеты.
Также иногда употребляется правильное с точки зрения словообразования в русском языке наименование Ткуарчальский район.
Административный центр — город Ткуарчал.

## История

Колхида и Иберия

Самым ранним государственным образованием на территории Ткварчельский районa была Колхида (XII век до н. э.). С II века н. э. по VII век н. э. территория области входила в состав западно Грузинского царства Эгриси.

### Раннее Средневековье

Административное деление в Грузинском царстве

В начале IX века Эгриси-Лазика совместно с усилившейся Абазгией образовала Абхазское царство. Согласно грузинским летописям, царь Леон II разделил своё царство на восемь княжеств: собственно Абхазию, Цхуми, Бедию, Гурию, Рачу и Лечхуми, Сванетию, Аргвети и Кутаиси, Ткварчельский район находилась в пределах Бедийского эриставства (Мегрелия)..
К середине X в. Абхазское царство достигает наибольшего расширения своих границ: оно охватывает всю Западную и значительную часть Восточной Грузии, а на севере простирается вдоль черноморского побережья вплоть до района современной Анапы. В Нижней Картли оно дошло до города Самшвилде, а также покорило южную часть Тао-Кларджети, с 1008 года абхазское царство трансформируется в Единое Грузинское царство.

### Позднее средневековье
В конце XV века единое Грузинского царства распалось на четыре части: царства Картли, Кахети, Имерети и княжество Самцхе-Саатабаго. Процесс феодального дробления страны усугублялся, и в пределах царства Имерети образовались княжества Гурия, Абхазское княжество и Мегрельское княжество.
Вплоть до начала 18 века Ткварчельский район был территорией Мегрельского княжества Дадианов но после смерти Левана II Дадиани (1657 год) Мегрельское княжество быстро слабеет. В конце 17 века в княжестве произошла смута, которая привела к потери многими дворянами и князьями своих родовых сел, а для владетельных князей Дадиани подобная ситуация обернулась изгнанием. Власть узурпировал царедворец дворянин Кация Чиковани. Дворянство не приняло его власти и началось противостояние, которое закончилось утверждением в княжеском владении сына Кация Георгия IV Липартиани, который примет фамилию владетелей Дадиани. Представитель Aбхазской владетельной фамилии Сорек Шарвашидзе включился в борьбу за княжеский престол Мегрелии, добился успеха и овладел территорией земли Мегрелии до реки Галидзга (почти весь современный Очамчирский район). Шервашидзе захватили Бедию, а после 1683 года продвинулись до реки Ингури.. Имеретинские цари, обеспокоенные усилением и продвижением Aбхазских князей Шервашидзе (Чачба), помирились с Мегрельскими князьями Дадиани и совместными усилиями в 1702 году остановили Шервашидзе (Чачба). Но восточной границей Абхазии с этого года осталась Ингури. Поскольку Шервашидзе не удалось овладеть остальной Мегрелией, территория до Ингури вскоре была объявлена частью Абхазии., с тех пор и по сей день Ткварчельский район находится в составе Абхазии.

## Население
| Численность населения | Численность населения | Численность населения | Численность населения | Численность населения | Численность населения | Численность населения | Численность населения | Численность населения |
| 1989                  | 2003                  | 2011                  | 2013                  | 2014                  | 2015                  | 2016                  | 2017                  | 2018                  |
| --------------------- | --------------------- | --------------------- | --------------------- | --------------------- | --------------------- | --------------------- | --------------------- | --------------------- |
| 21 744                | ↘14 777               | ↗16 012               | ↗16 149               | ↗16 223               | ↗16 311               | ↗16 385               | ↗16 425               | ↗16 437               |
| 2019                  | 2020                  |                       |                       |                       |                       |                       |                       |                       |
| ↗16 466               | ↘16 461               |                       |                       |                       |                       |                       |                       |                       |

Население в 2003 году составляло 14 777 человек, в 2011 году — 16 012 человек (в 1989 году на нынешней территории района проживало примерно 42 700 человек).
Национальный состав района по переписям населения 2003 и 2011 гг.:
| Народ    | 2003 г., чел | %        | 2011 г., чел | %        |
| -------- | ------------ | -------- | ------------ | -------- |
| грузины  | 8155         | 55,19 %  | 9987         | 62,37 %  |
| абхазы   | 5578         | 37,75 %  | 5128         | 32,03 %  |
| русские  | 726          | 4,91 %   | 537          | 3,35 %   |
| украинцы | 66           | 0,45 %   | 67           | 0,41 %   |
| армяне   | 67           | 0,45 %   | 56           | 0,35 %   |
| осетины  | 44           | 0,30 %   | ...          | ...      |
| греки    | 28           | 0,19 %   | 20           | 0,12 %   |
| другие   | 113          | 0,77 %   | 217          | 1,36 %   |
| итого    | 14 777       | 100,00 % | 16 012       | 100,00 % |

Итальянский католический священник XVII века Арканджело Ламберти появился в Мегрелии ко времени завершения пребывания там префекта миссии Конгрегации театинцев Пиетро Авитабиле, находившегося на этой должности с 1626 года Ламберти состоял миссионером этой же Конгрегации во время правления Леван II Дадиани в 1611—1657 годах. В течение почти двух десятков лет он служил при Циппурийском /Джипурийском/ монастыре. В 1654 году он издал в Неаполе свое "Описание Колхиды, называемой теперь Менгрелией. Книга прежде всего в том, что оно основано, главным образом, на непосредственных продолжительных личных наблюдениях автора, который сам в предисловии указывает, что прожил в Мегрелии «почти восемнадцать лет и изъездил весь этот край» в 1633 −1650 годах. Таким образом, хотя Ламберти свое сочинение посвятил Мегрелии, где вел свою миссионерскую службу по поручению папы Урбана VIII, но попутно сообщает сведения и о некоторых соседних с Мегрелией народах, вот что он пишет о этнической границе середины 17 века Мегрелов и Абхазов :

"Наконец, завершая свою характеристику рек Колхиды, он снова обращает наше внимание на Кодор, но уже как на этнически пограничную реку. «Последняя из всех рек Коддорс /Кодор/; это должно быть Кораче, потому что вся Колхида расположена между Фазисом и Кораксом, и совершенно так, как Фазис отделяет Мингрелию от Гурии, так и Коракс отделяет ее от Абхазии, а как за Фазисом мингрельский язык сразу сменяется грузинским, так за Кораксом сменяется абхазским, отсюда ясно, что Кодор мингрельцев есть древний Kоракс»

По этим сведениям население нынешнего oчамчырский районa ткварчельский районa и гальского района в 1633 −1650 годах составляли Мегрелы до реки Кодор.

## Населённые пункты
При создании района помимо города Ткуарчала, ранее находившегося в республиканском подчинении, были выделены 2 села из состава Очамчырского района: Ткуарчал и Агубедиа, и 8 сёл из состава Галского района: Бедиа, Чхуартал, Окум, Первый Гал, Махур, Царча, Гумрыш, Речху.
В Ткуарчалском районе 2 абхазских села, 1 смешанное абхазо-мегрельское, остальные семь мегрельские. За исключением абжуйского села Ткуарчал, все остальные исторически являются самурзаканскими.

## Экономика
Основной поступлений в районный бюджет — турецкая компания «Тамсаш», добывающая уголь открытым способом.